# Aleksandr Lazin
Aleksandr Jurijevitj Lazin (ryska: Александр Юриевич Лазин), mer känd som Sasja Lazin, född 27 oktober 1999 i Krasnojarsk, är en rysk sångare.
Lazin vann, tillsammans med Jelizaveta Drozd, den ryska uttagningen till Junior Eurovision Song Contest 2010, och de representerade Ryssland i tävlingen, med låten "Boy And Girl". De slutade på en andra plats med 119 poäng, endast 1 poäng bakom segrande Vladimir Arzumanjan från Armenien.